# 阿爾喬姆 (名)
阿爾喬姆（羅馬化：Artyom，羅馬化：Artsyom）是俄語和其他斯拉夫语中常见的男性名字。该名字使用了字母“ ё ”，可以轉寫作“e”，但仍同時带有“yo”的发音。小名為喬馬（Тёма）。
该名字源于古希腊名字Artemios（希腊语：Αρτέμιος），即圣人Artemius的名字。

## 著名人物
- 阿尔乔姆·博罗维克，俄羅斯記者
- 阿尔乔姆·久巴，俄羅斯足球員
- 阿特约姆·菲利波斯扬，烏茲別克足球員